# Ukraine NOW

logo van de campagne

Ukraine NOW was een marketingcampagne die Oekraïne in het buitenland als merk op de kaart moet zetten. Het doel was een internationaal merk te creëren, dat investeerders aantrekt en toeristen aantrekt. Het merk werd uitgewerkt door Banda Agency.
Ukraine NOW is op 10 mei 2018 door het ministerie van Oekraïne officieel bekrachtigd, en de campagne werd in 2020 opnieuw leven ingeblazen.
De campagne kreeg in 2018 de internationale Red Dot Design Award uitgereikt. Ook ontving het in 2018 de X-Ray Marketing Award.